# Яичница
Яи́чница — блюдо, приготовляемое на сковороде из разбитых яиц. В русском языке различаются яичница-глазунья, в которой желток должен по возможности остаться целым и сырым, и яичница-болтунья, в которой яйца перемешиваются. Яичница-болтунья, к которой добавляется молоко или другая жидкость, называется омлет.
В русском языке существуют поговорки: «не путай Божий дар с яичницей» и «не разбив яйца, яичницу не приготовить». Фаддей Булгарин упоминает яичницу среди блюд, которые он ел в Финляндии во время Русско-шведской войны 1808—1809 годов.
Некоторое распространение имеет рецепт приготовления яичницы с поджаренными кружочками помидоров. При приготовлении в сковороде сначала на масле (или ином жире) поджариваются помидоры. Затем туда же добавляют содержимое сырых яиц (в нужном количестве). Иногда в яичницу добавляют (или подают с ней) не только помидоры, но и твёрдый сыр, бекон, колбасу, обжаренное мясо, грибы, лук, тушёные овощи и многое другое в разных сочетаниях и вариантах.
В различных национальных кухнях есть свои разновидности яичницы: итальянская фриттата, испанская тортилья. Традиционный завтрак в Великобритании и Ирландии — яичница с беконом. Испанская яичница «уэвос» (исп. huevos) может подаваться на лепёшке. В ряде национальных кухонь принято готовить омлеты с обильной начинкой из риса либо лапши, а также других продуктов: в японской это, соответственно, ому-райсу и ому-соба, в индонезийской — керак-телор. В гостиничном деле яичница, обжаренная с одной стороны, называется англ. sunny side up, а перевёрнутая, с двух — англ. fried eggs over easy.
19 марта 1994 года самая большая на то время яичница (128,5 м²) была приготовлена из 160 000 яиц в Иокогаме, Япония, но впоследствии её обогнала другая весом 2950 кг, сделанная Канадской ассоциацией лёгких в Мемориальном центре Броквилля в Броквилле, Онтарио, Канада, 11 мая 2002 года. В свою очередь, этот рекорд был побит 11 августа 2012 года яичницей, приготовленной городским советом Феррейра-ду-Зезере в Сантарене, Португалия. Она весила 6466 кг, для её приготовления потребовалось 145 000 яиц и сковорода диаметром 10,3 метра.
Кому что по душе, а цыгану яичница

## См. также

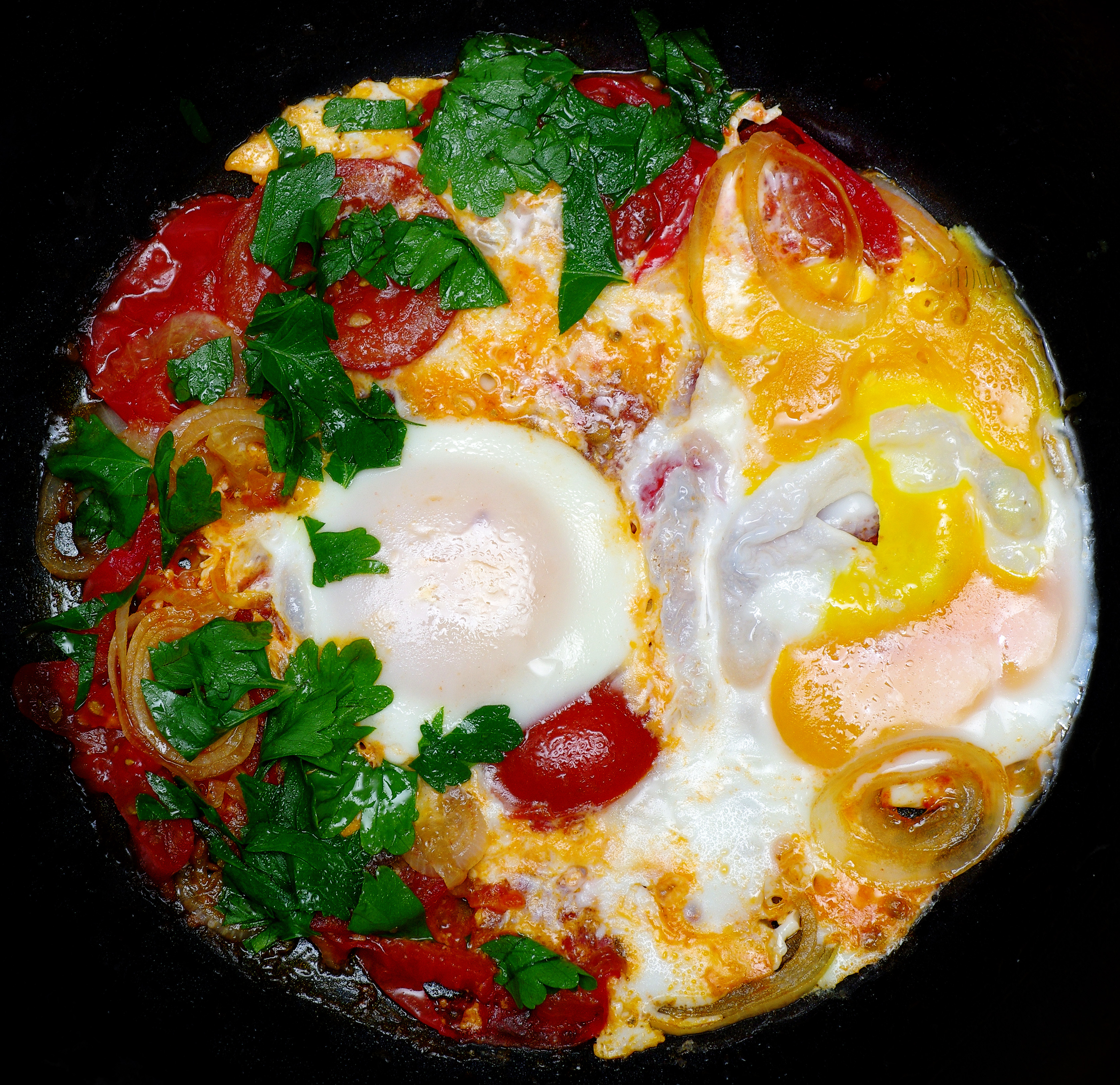
Яичница с помидорами